# سوزی مارونی
سوزی مارونی (به انگلیسی: Susie Maroney) (زادهٔ ۱۵ نوامبر ۱۹۷۴) شناگر اهل استرالیا است.